# Сіросато

36°28′45″ пн. ш. 140°22′35″ сх. д. / 36.47917° пн. ш. 140.37639° сх. д.
Сіроса́то (яп. 城里町, しろさとまち, МФА: [ɕiɾosato mat͡ɕi̥]) — містечко в Японії, в повіті Хіґасі-Ібаракі префектури Ібаракі. Станом на 1 жовтня 2007 площа містечка становила 161,73 км². Станом на 1 серпня 2008 населення містечка становило 22 384 осіб.